# Cherétien Waydelich
Cherétien André Waydelich (28 de Novembro de 1842 - desc.) foi um atleta francês de croquet.
Waydelich é o detentor de duas medalhas olímpicas, conquistadas na edição francesa, os Jogos de Paris, em 1900. Nesta ocasião, superou os compatriotas Vignerot e Jacques Sautereau, para encerrar como vencedor da prova simples com duas bolas. Adiante, conquistou a medalha de bronze no evento simples, agora com uma bola, vencida pelo também francês G. Aumoitte. Essa foi a primeira e última edição do esporte em Olimpíadas.